# Xã Caesarscreek, Quận Greene, Ohio
Xã Caesarscreek (tiếng Anh: Caesarscreek Township) là một xã thuộc quận Greene, tiểu bang Ohio, Hoa Kỳ. Năm 2010, dân số của xã này là 1.137 người.